# Käkimaa
Käkimaa ist eine unbewohnte Insel, 330 Meter von der größten estnischen Insel Saaremaa entfernt. Die Insel liegt in der Landgemeinde Saaremaa im Kreis Saare. Die 43,3 Hektar große Insel gehört zum Nationalpark Vilsandi.